# Jodłów (województwo lubuskie)
Jodłów – wieś w Polsce położona w województwie lubuskim, w powiecie nowosolskim, w gminie Nowa Sól.
W latach 1975–1998 miejscowość administracyjnie należała do województwa zielonogórskiego.

## Lokalizacja
Jodłów jest miejscowością letniskową położoną w południowo-wschodniej części województwa lubuskiego, około 1 km na zachód od drogi wojewódzkiej nr 318 biegnącej od Sławy do Lubięcina, nad Jeziorem Tarnowskim Dużym.

## Charakterystyka
Jodłów ma obecnie 60 stałych mieszkańców oraz 146 właścicieli domów letniskowych wraz z rodzinami. Zabudowa ma charakter wsi wielodrożny. Na jego terenie zarejestrowane są trzy podmioty gospodarcze jednoosobowe lub rodzinne. W centrum wsi znajduje się sklep ogólnospożywczy (ze świetlicą) oraz bar. W sąsiedztwie, a także w innych osiedlach jest wiele domów przeznaczonych pod wynajem.  Przy plaży stoi restauracja. Poza sezonem letnim cała działalność usługowa jest bardzo ograniczona. Na obrzeżach wsi zlokalizowano także mały kościół, w którym co niedziele odprawiana jest Msza Święta.

## Historia
Osada została najprawdopodobniej założona na początku XVII wieku, kiedy właściciele okolicznych terenów Schönaichowie z Siedliska prowadzili akcję zagospodarowania terenów wokół Jeziora Tarnowskiego Dużego. Położony w pobliżu obecnej wsi folwark uwzględniony został na mapie baronatu siedlisko – bytomskiego z początku XVII wieku. W 1844 roku prócz folwarku i owczarni wzmiankowano 19 posesji i 150 mieszkańców w miejscowości Polnisch Tarnau (nazwa od Jeziora Tarnowskiego Dużego). W tym czasie folwark wraz z pobliskimi wsiami Dąbrowno i Okopiec tworzył jedną całość ziemską. W latach 1937–1945 obowiązywała nowa nazwa – Tannendorf. Gospodarstwo funkcjonowało do końca II wojny światowej. Później tylko niewielki odsetek mieszkańców Jodłowa utrzymywał się z pracy na roli, pozostali byli pracownikami Lasów Państwowych. W latach 80. wieś stopniowo zaczęła się przekształcać w miejscowość letniskową. Obszar cypla został wyznaczony na pole biwakowe, a w pozostałej części wsi powstało wiele nowych domów mieszkalnych i letniskowych oraz kilka budynków przeznaczone na usługi handlowe i hotelarskie. Od marca 2019 funkcjonuje na cyplu Park Cypel z infrastrukturą turystyczną i platformą widokową. 

## Sport
Na terenie wsi znajdują się dwa boiska do siatkówki plażowej, jedno boisko do piłki nożnej. Największą popularnością cieszy się jednak „plażówka”. Od 2010 roku odbywa się tu Dzień Jodłowa, organizowany w ostatnią sobotę lipca przez Stowarzyszenie Wspierania Rozwoju Letniska Jodłów przy wsparciu finansowym Gminy Nowa Sól. Główną atrakcją jest Turniej Siatkówki Plażowej i Biesiada Ludowa. 